# Hans Schwedler
Otto Hugo Hans Schwedler (* 17. Oktober 1878 in Berlin; † 2. Mai 1945 in Hechendorf) war ein deutscher Polizeiführer und Offizier, zuletzt SS-Brigadeführer und Generalmajor der Waffen-SS.

## Biografie
Schwedler schlug nach dem Ende seiner Schulzeit die Militärlaufbahn ein. Er wurde 1898 Leutnant. Er diente im Ersten Weltkrieg, zuletzt 1918 als Kompanie- und Bataillonskommandeur. Im Februar 1919 wurde er im Rang eines Majors mehrfach ausgezeichnet aus der Armee entlassen.
Seit 1920 war er Mitglied im Stahlhelm, seit 1931 Mitglied der NSDAP (Mitgliedsnummer 455.899) und der SS (Mitgliedsnummer 60.740). Mit Beginn der Zeit des Nationalsozialismus 1933 wurde er in rascher Folge befördert zum SS-Scharführer, SS-Oberscharführer, SS-Sturmführer und SS-Obersturmführer sowie 1934 zum SS-Hauptsturmführer. Er war ab Dezember 1934  an der SS-Junkerschule Bad Tölz, zunächst als Ausbilder und von Januar 1938 bis Juli 1940 als stellvertretender Kommandeur. Er wurde Anfang 1940 zum SS-Oberführer befördert und war nach Beginn des Zweiten Weltkrieges leitend bei der Inspektion der SS-Totenkopfverbände eingesetzt. Im deutsch besetzten Polen war er von Anfang Oktober 1940 bis Anfang August 1941 SS- und Polizeiführer (SSPF) im Distrikt Krakau des sogenannten Generalgouvernements. Im August 1941 wurde er zum SS-Oberführer befördert. Anschließend war er bis März 1942 SS-Standortkommandant Prag und leitete folgend die Nachschubkommandantur der Waffen-SS und Polizei im deutsch besetzten Bereich Russland-Süd. Im November 1942 wurde er schließlich zum SS-Brigadeführer und Generalmajor der Waffen-SS befördert. Ab August 1943 war er im SS-Führungshauptamt tätig, wo er zunächst Chef des Amtes XI/Amtsgruppe B und ab Herbst 1944 Inspekteur des Nachrichtenwesens und Chef des Fernmeldewesens in der Amtsgruppe C war. Schwedler nahm sich am 2. Mai 1945 das Leben.